# Кохановка (Омская область)
Кохановка — деревня в Павлоградском районе Омской области. Входит в состав Хорошковского сельского поселения.

## История
Основана в 1908 году. В 1928 году село состояло из 168 хозяйств, основное население — украинцы. В административном отношении являлось центром Кохановского сельсовета Павлоградского района Омского округа Сибирского края.

## Население
| 1926 | 2010 |
| ---- | ---- |
| 906  | ↘91  |

## Улицы
- ул. Восточная,
- ул. Советская,
- пер. Советский,
- ул. Совхозная.